# Platja de les Madrigueres
La platja de les Madrigueres és una platja del municipi del Vendrell (Baix Penedès) situada al litoral de la zona humida les Madrigueres i del barri del Sanatori. Limita a llevant amb la platja de Calafell i a ponent amb la desembocadura de la riera de la Bisbal, que la separa de la platja de Sant Salvador. En algunes referències aquesta platja forma part de la platja de Sant Salvador. Té una longitud de 1.650 metres i una amplada mitjana de 53 metres, formada per sorra fina i un pendent d'entrada a l'aigua suau. S'hi practica el nudisme. Vora la platja, al sector de la zona humida, hi ha dunes mòbils secundàries (dunes blanques) amb borró (Ammophila arenaria) i dunes fixades.

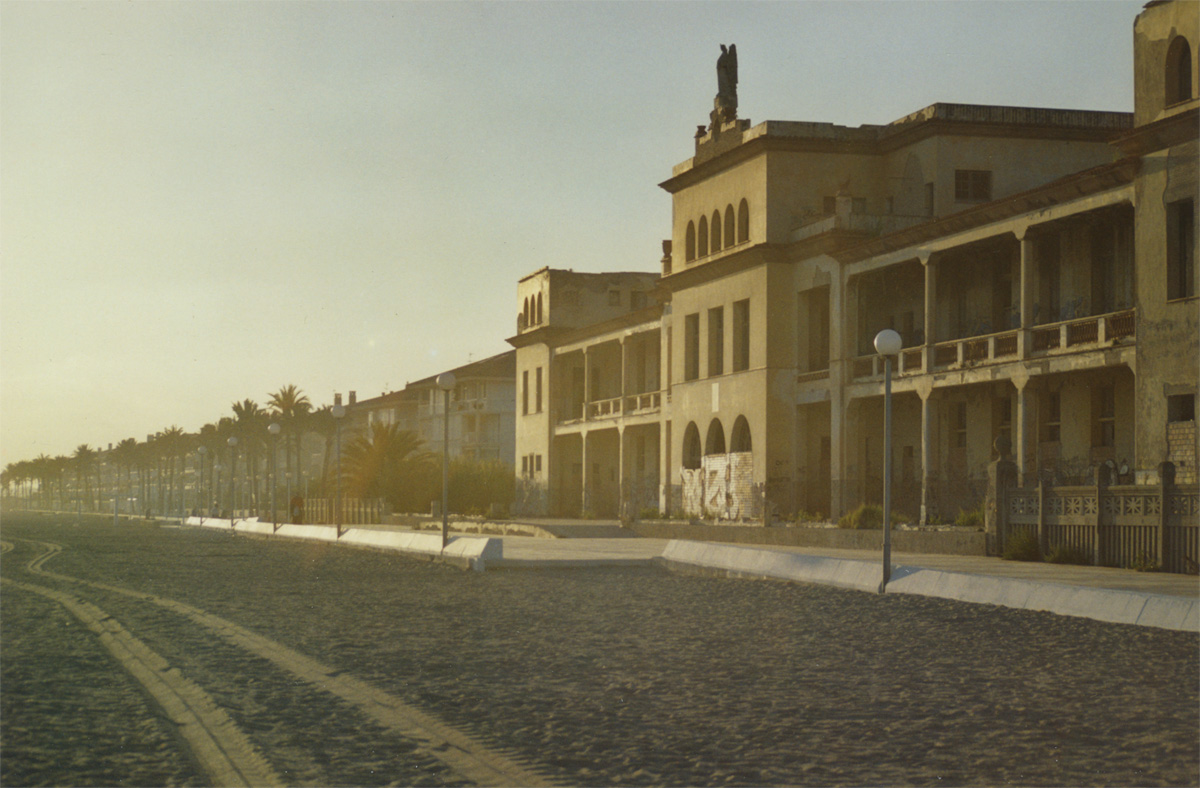
Sanatori Marítim Antituberculós de Sant Joan de Déu

Entre 1926 i 1968 va funcionar a la zona un sanatori, el Sanatori Marítim Antituberculós de Sant Joan de Déu, que aprofitava les propietats curatives associades al sol i les aigües iodades d'aquest sector litoral. L'establiment ha donat nom al barri que hi ha crescut al voltant. Actualment s'ha reconvertit en un centre hoteler i termal de luxe.

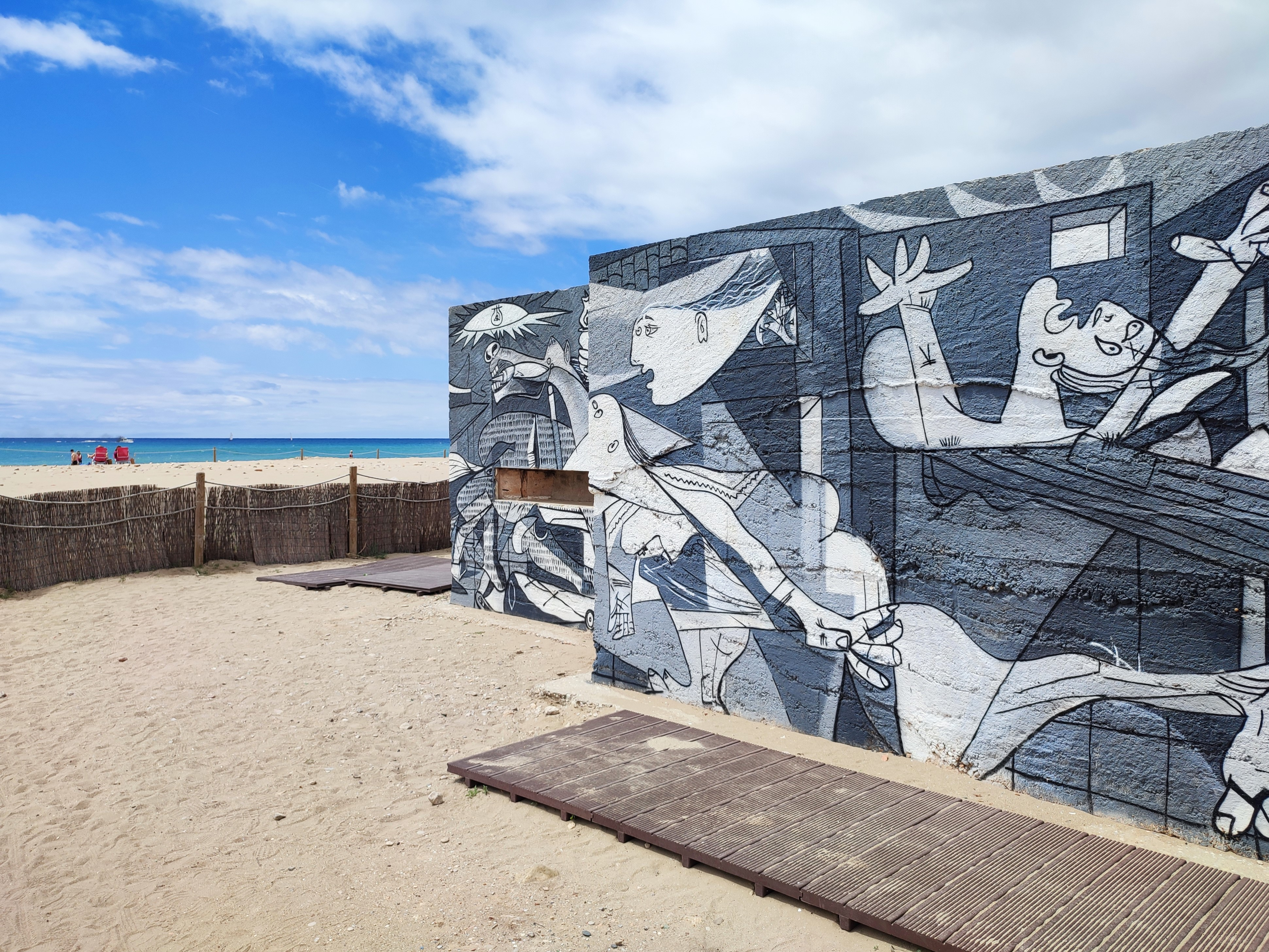
Búnquer de les Madriqueres

A la platja hi ha el búnquer de les Madrigueres, al que el 2022 se li va pintar una reproducció del quadre Guernica de Picasso.